# 葛西親信
葛西親信（かさい ちかのぶ）是战国時代的大名。葛西氏第16代当主。父亲是葛西晴胤。弟弟葛西晴信和葛西胤重。近年名有義重一说。生母是江刺氏。

## 经历
永正10年（1513年）作为葛西氏15代当主葛西晴胤的嫡子出生。本来家督已经准备由伊达稙宗之子葛西晴清继承，但是随着天文之乱而死去，因而在父亲死后重新得到了继承权。
弘治元年（1555年），父亲晴胤死后继承家督、与大崎氏抗争。因为身体病弱，永禄3年（1560年），继承家督仅5年，没有留下什么功绩就病死了。葛西家由弟弟晴信继承。